# Mortefontaine (Oise)
Mortefontaine è un comune francese di 906 abitanti situato nel dipartimento dell'Oise della regione dell'Alta Francia.

## Società

### Evoluzione demografica
Abitanti censiti